# Castell de Cardona
El castell de Cardona és una fortalesa situada al municipi homònim (Bages), declarada bé cultural d'interès nacional. Actualment, acull el parador de Turisme Ducs de Cardona. Està situada dalt d'un turó que domina la vall salina i la del Cardener, just en un meandre d'aquest, a 585 m sobre el nivell del mar, a l'extrem oriental d'una petita serra que s'estén cap a ponent.

## Història
El castell apareix documentat per primera vegada en època carolíngia (segle viii), quan consta com a destruït pels sarraïns en una de les seves ràtzies inicials. Posteriorment, Lluís el Pietós el feu ocupar i restaurar (798) per tal de preparar la reconquesta de Barcelona. La revolta dels nobles Aissó i Guillemó (826) feu fracassar la represa i motivà el despoblament de la Catalunya Central. La fortalesa fou restablerta definitivament en la repoblació de Guifré el Pilós. Cardona conserva una de les cartes de poblament més antigues; la que lliurà el comte Guifré als pobladors del castell en una data indeterminada entre 872 i 878, si bé alguns la situen entre 880 i 886.

### El llinatge dels Cardona
L'any 986, una carta de poblament del comte Borrell concedida al vescomte Ermenir, sembla confirmar el domini ja existent dels vescomtes d'Osona que, des de finals del segle x, fixaren residència al castell de Cardona. El canvi del nom del vescomtat, d'Osona a Cardona, es realitzà progressivament. Per tant, el domini eminent del castell corresponia als comtes de Barcelona i el domini feudal als vescomtes d'Osona-Cardona fins a la desaparició dels senyorius jurisdiccionals. Fou Folc I (1040) qui prengué el nom de Folc de Cardona, originant-ne així la baronia. Durant el segle xi, es documenten empenyoraments, vendes, testaments, etc. Per exemple, el testament sacramental jurat l'any 1076 del comte Ramon Berenguer I que deixa ben explícitament el castell de Cardona als seus fills.
Ramon Folc I de Cardona, ajudà Ramon Berenguer II en la seva lluita contra Berenguer Ramon II el Fratricida, morint l'any 1086 en una ràtzia sarraïna al castell de Maldà. Ramon Folc II es casà amb Isabel, filla del comte Ermengol VI d'Urgell, intervenint en les lluites internes d'aquest comtat fins que morí (1175) assassinat pel cèlebre trobador Guillem de Berguedà. La filla de Folc II, Anglesa de Cardona,estava casada amb Ramon VI, comte de Pallars Jussà (en les segones núpcies d'ell), per la qual cosa el nom de Cardona perdé protagonisme durant un temps, en ser dominat pel de Pallars. Guillem I de Cardona (1209) lluità, junt amb el rei Pere el Catòlic, contra els francesos a Muret. En temps de Joan Ramon Folc III de Cardona (1225-33) i Ramon Folc IV (1233-76) els Cardona participaren en les lluites internes nobiliàries contra el rei Jaume I. L'any 1280, el rei Pere II reconegué als Cardona les jurisdiccions civil i criminal, després de la revolta protagonitzada pel vescomte i altres nobles catalans. Ramon Folc V participà en la defensa de Girona contra les tropes franceses (1285).
El segle xiv, el castell de Cardona passà a ser el centre d'un conjunt de castells vinculats a l'hereu de la família. Hug Folc II (1334-1400), participà amb el rei Pere el Cerimoniós en l'expedició a Sardenya (1354) i lluità contra Bernat de Cabrera, aconseguint així del rei la creació del títol de comte de Cardona l'any 1375. En el document de creació d'aquest nou comtat es relacionen el gran nombre de llocs i castells que el formaven dels quals l'hi foren concedits al comte el mer i mixt imperi i l'alta jurisdicció, tot en alou lliure i franc. És a dir, el comte de Cardona tenia la propietat lliure de domini superior i podia administrar justícia tant en delictes greus, de sang, com en delictes civils, comuns.
La participació dels Cardona en els afers reials, col·laborant-hi o enfrontant-s'hi continuarà. Joan Ramon Folc I (1400- 1442) fou conseller del rei Martí i a la mort d'aquest rei, prengué partit a favor de la candidatura de Jaume d'Urgell fins que la sentència de Casp introduí els Trastàmara castellans a la corona d'Aragó. Joan Ramon Folc III (1471- 1486), senyor de Cardona i de Prades, ajudà Joan II a defensar la seva corona en greus lluites internes, així com Ferran el Catòlic contra la rebel·lió del comte de Pallars. L'any 1491, Cardona fou enlairada a Ducat de Cardona. Els comtes anaren incorporant nous territoris al patrimoni i nous títols nobiliaris. Durant el segle xv, els Ducs de Cardona van ser la nissaga més important de la Corona d'Aragó tot just darrere de la Casa Reial. Per això se'ls anomenava reis sense corona, car disposaven d'extensos dominis territorials al Principat, Aragó i València, i vincles dinàstics amb els casals reials de Castella, Portugal, Sicília i Nàpols.
El 1575, a la mort sense descendència de Francesc d'Aragó i Cardona, l'immens patrimoni Cardona passà a mans de la seva germana Joana II, casada amb Diego Fernàndez de Còrdova, marquès de Comares. La dinastia continuà amb Enric (1596- 1640), que fou virrei de Catalunya (1632- 1636), i Lluís Ramon (1640-1670). Des d'aleshores seguí un procés de divisió de les possessions fins a arribar a dissoldre totalment l'herència al segle xviii, quan passà mans dels ducs de Medinaceli, que encara el mantenen avui en dia.

### Guerra de Successió
La fortalesa de Cardona va ser la plaça militar catalana que va resistir més enfront l'exèrcit borbònic durant la guerra de Successió. Des del setembre del 1705, la vila s'havia posat sota l'obediència de l'arxiduc Carles, i així es va mantenir durant tot el conflicte. El 1711, el castell va patir un dels setges més durs que es recorden. Entre els dies 13 de novembre i 22 de desembre de 1711, Cardona va ser assetjada per un gran exèrcit borbònic format per més de deu mil soldats i dirigit pel tinent general comte de Muret. La fortalesa disposava d'una guarnició defensora d'uns dos mil soldats a les ordres del general comte d'Egkh. Ocupada la vila el 17 de novembre, els borbònics instal·laren tres bateries de canons i dispararen contra la fortalesa durant 35 dies. La guarnició defensora, afeblida per la intensitat dels bombardejos, va resistir amb coratge, fins que va arribar l'exèrcit d'alliberament, que es va enfrontar als borbònics els dies 21 i 22 de desembre. La victòria aliada en la batalla del setge de Cardona va permetre allargar la guerra en un moment en què els borbònics eren numèricament superiors.
A finals del 1713, abandonada Catalunya pels exèrcits aliats que havien signat el tractat la pau d'Utrecht, només van resistir a l'ocupació borbònica Barcelona i Cardona. Un any després, amb la derrota de la capital catalana l'11 de setembre, el duc de Berwick va exigir l'entrega del castell de Cardona com a condició per a que la població barcelonina no fos represaliada. Tanmateix, el governador Manuel Desvalls i de Vergós  es negà a rendir la plaça, al·legant que només podia donar credibilitat a les ordres directes dels seus superiors de Barcelona i que, per tant, no podia donar per bones les notícies aportades per l'enemic. Tot i així, carregat de coratge, va exigir al mariscal comte de Montemar unes capitulacions honroses que es formalitzaren en 23 articles, respectant la vida i les hisendes dels soldats i oficials que residien a la fortalesa i de tots els habitants de la vila de Cardona. Finalment, la fortalesa va capitular el 18 de setembre de 1714, una setmana després de la caiguda de Barcelona.

### Segle XX i actualitat
Al principi del segle xx, la comandància militar va ser suprimida i la fortalesa va quedar en estat d'abandó. El 1931, la canònica de Sant Vicenç va ser declarada Monument Nacional i, l'any 1949, la resta del conjunt patrimonial. Des del 1976, acull un parador de turisme. El 2001, la gestió i conservació del castell de Cardona van ser transferides a la Generalitat de Catalunya.  El 27 d'octubre de 2010 va esdevenir el primer parador-museu de Catalunya, que depèn del Museu d'Història de Catalunya.
El 2014, el Departament de Cultura, a través de l'Agència Catalana del Patrimoni Cultural, hi va realitzar obres de rehabilitació coincidint amb els actes de commemoració del Tricentenari. Inclouen la senyalització turística de tot el monument, la museïtzació de l'espai de la Casamata, l'adequació dels baluards i la impermeabilització de la coberta de la Col·legiata de Sant Vicenç.

## Edifici

### Fortificacions
La fortificació de Cardona ha passat per diferents fases des del segle xvii:
- Ambrosio Borsano: Després de la guerra dels Segadors (1640-1652), es va fortificar el vell castell medieval amb paràmetres moderns. El primer projecte va ser obra de l'enginyer Ambrosio Borsano i data del 1682. A partir d'aquesta data, es va construir una primera corona de baluards al voltant del castell ducal, encara sense fossat exterior i camí cobert.

- Polvorí: Durant la guerra de Successió (1702-1715), el Castell de Cardona ja comptava amb elements típics de la fortificació moderna: els baluards i les bateries exteriors. L'única obra nova d'una certa importància va ser el polvorí principal, situat als peus de la col·legiata i la reconstrucció del baluard de Sant Llorenç, el baluard més proper a la vila.

- Guerra del Francès: A partir de la guerra del Francès (1808-1814), la fortalesa de Cardona va viure els canvis més importants en termes estructurals i bona part de les obres exteriors es van fortificar de manera notable. Es van enderrocar i refer els vells baluards més malmesos i es va reforçar tota la resta. Es va transformar l'església en caserna i es va completar el reducte exterior o bonet. Els treballs de reforç van continuar fins a la guerra del Francès, amb la construcció de la casamata.[2]

### Casamata
Durant el segle xviii, la casamata era un emplaçament d'artilleria que, amb força seguretat, protegia el camí cobert, petites avançades circumdants i un polvorí d'abast del castell. En plena guerra del Francès (1812), la casamata es va fortificar completament gràcies a la construcció de murs molt sòlids que van cobrir tot l'espai. Des de llavors, disposa de dos nivells: un primer, cobert a manera de búnquer i amb cinc canoneres per a les respectives peces d'artilleria, i un segon, superior i a l'exterior, amb quatre troneres. La sala estava destinada al magatzem d'armes i al polvorí d'abast. Aquest darrer servia per avituallar les bateries circumdants, evitant el desplaçament al magatzem general bastit sobre l'antiga casa dels Canonges. En tota la fortalesa es conserven tres polvorins d'abast: el de la casamata, el de Sant Vicenç i el de Sant Carles. La casamata, també considerada semibaluard, és una de les obres més sòlides de tot el conjunt defensiu.

### Torre de la Minyona
La Torre de la Minyona és una torre escapçada d'origen medieval (segle xi) del castell de Cardona. La torre té 13 metres d'alçada i una base de més de 10 metres de diàmetre. Tenia una considerable altura original de gairebé vint metres, que junt al lloc on es troba, li donaven un gran valor com a lloc de vigilància. A més la seva solidesa i el seu relatiu aïllament la feien un excel·lent polvorí i un calabós segur. L'any 1812, durant la Guerra del Francès es va retallar i eliminar el pis superior i es va deixar pràcticament en l'aspecte actual. Juntament amb la Muntanya de Sal, és un dels atractius turístics més visitats de Cardona.

### Sant Vicenç
Sant Vicenç de Cardona és una església romànica situada a Cardona (el Bages). L'arquitecte de l'obra és desconegut tot i que se sap que el seu comitent fou el vescomte Bermon I. L'obra fou construïda entre el 1029 i el 1040. Un dels primers abats fou del llinatge Orís. Actualment, l'església es troba en un perfecte estat de conservació.

### Capella de sant Ramon
Segons la tradició sant Ramon Nonat, fill del Portell, va morir al Castell de Cardona l'any 1240. Estava emparentat amb la família noble dels Cardona. El desembre de 1681, després d'una epidèmia de pesta a Catalunya, la duquessa Caterina d'Aragó i Sandoval, filla i hereva del duc Lluís Ramon Folc, ordena la fundació de la Capella de Sant Ramon Nonat, que s'havia de bastir al lloc on s'havia mort el sant, amb altar, retaule i llàntia d'argent. El febrer de 1682, s'inicien les obres. El retaule el va dur a terme l'escultor manresà Pau Sunyer i de la dauradura se n'encarregà l'argenter local Magí Torrabruna. Aquest retaule ha estat restaurat l'any 2021. Aquesta capella té diversos Goigs dedicats a la veneració del sant, patró de Cardona.

## Cultura popular
- La pel·lícula Campanades a mitjanit d'Orson Welles es va enregistrar al castell. Inspirada en diverses obres de Shakespeare, té com a fil conductor Sir John Falstaff, interpretat pel mateix Welles.[12][13] En principi, estava previst que es rodessin més escenes en el monument, però es va haver de canviar de localització pel bé de l'equip. I és que dins la Col·legiata de Sant Vicenç, Welles i el seu director d'il·luminació van tenir una discussió monumental. El tècnic assegurava que els pilars del temple estaven massa junts per poder il·luminar bé l'espai, mentre que Welles defensava que era l'escenari ideal.[14][15]

- El pòrtic de l'església de Sant Vicenç estava coberta amb unes pintures murals que es van restaurar el 1960 i que actualment es conserven al Museu Nacional d'Art de Catalunya de Barcelona.
- Al vestíbul de l'Ajuntament de Cardona una llàntia encesa permanentment recorda la resistència de la vila de Cardona durant la Guerra de Successió que perdura com a flama perenne en record de la defensa de les llibertats de Catalunya.[16]